# Уједињене Арапске Државе
Уједињене Арапске Државе (арап. الولايات العربية المتحدة) била је краткотрајна конфедерација Уједињене Арапске Републике и Северног Јемена. Постојала је у периоду од 1958. до 1961. године. 

## Историја
Победа у Суецком рату донела је египатском председнику Гамал Абдел Насеру велики углед међу арапских држава. Египат је постао водећа држава у арапском свету. Дана 1. фебруара 1958. године Египат се ујединио са Сиријом у јединствену државу под називом „Уједињена Арапска Република“. Египат и Сирија постале су административне области нове државе територијално раздвојене Израелом. Нова држава је са Краљевином Јемен потписала споразум о федералном савезу под називом „Уједињене Арапске Државе“. Крајем септембра 1961. године извршен је државни удар у Сирији, а октобра она иступа из савеза. Египат је једно време (до 1971. године) задржао назив Уједињена Арапска Република и нову заставу. Са Јеменом је раскинут федерални споразум, али је по избијању Јеменске револуције с новом јеменском владом закључен одбрамбени пакт и давање војне помоћи Јемену.